# Florian Gottlieb von Thielau
Florian Gottlieb von Thielau (* 13. November 1663; † 18. August 1708 in Kroitsch) war kursächsischer Generalmajor und Herr auf Kroitsch.

## Herkunft
Er war der Sohn von Gottlieb Thilo von Thielau (1626–1671) und dessen Ehefrau Blandina geborene Krebs von Romnitz (1636–1689). Sein Bruder Hanns Gottlieb wurde kursächsischer Oberstallmeister.

## Leben
Beide Brüder entschieden sich zunächst für den Militärdienst. Hanns wechselte aber dann in eine Stellung bei Hofe und wurde 1696 Oberstallmeister. Florian blieb beim Militär und stieg bis 1696 zum Oberst der Infanterie auf. 1699 wurde er zum Generalmajor ernannt und kämpfte im Nordischen Krieg in Polen und Livland. Er kommandierte dabei ein Infanterie-Regiment, das er 1706 an den General Venediger abgab. Thielau zog sich auf sein Gut Kroitsch zurück, wo er im Jahr 1708 starb.

## Familie
Thielau heiratete am 26. November 1686 Anna Judith von Siegroth (* 1664; † 10. Februar 1705). Das Paar hatte mehrere Kinder:
- Florian Gottlieb (* 16. März 1690; † 26. Dezember 1749), Herr auf Neu-Döbern und Rettgensdorf ⚭ Charlotte Elisabeth von Klitzing (* 1695; † 28. Mai 1768)
- Karl Gottlob (* 6. Januar 1701; † 26. Oktober 1751), Herr auf Kroitsch und Giersdorf

⚭ 1723 Charlotte Amalie von Posern (1704–1724)
⚭ 1726 Helene Charlotte von Lessel (1709–1744)
⚭ 1748 Sophie Katharina Dominetta von Roth verwitwete von Gottberg (1724–1786)
- Sophie Eleonore (* um 1695, Kroitsch, Liegnitz, Niederschlesien; † 3. Februar 1757, ebenda) ⚭ 1721 Christian Gottlob von Nostitz (* 16. Januar 1691; † 9. September 1747)[1]